# Smolnitz

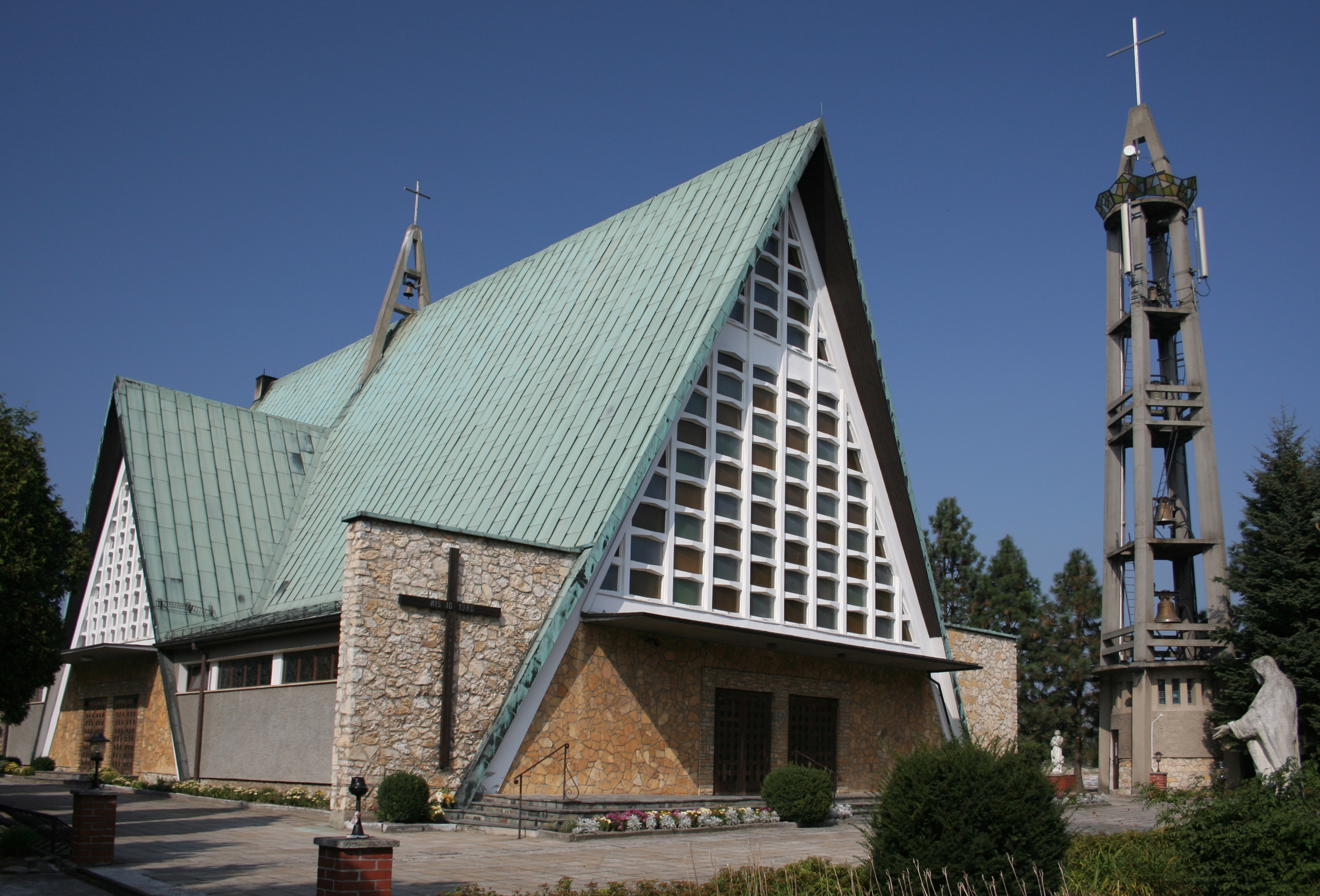
Die Marienkirche

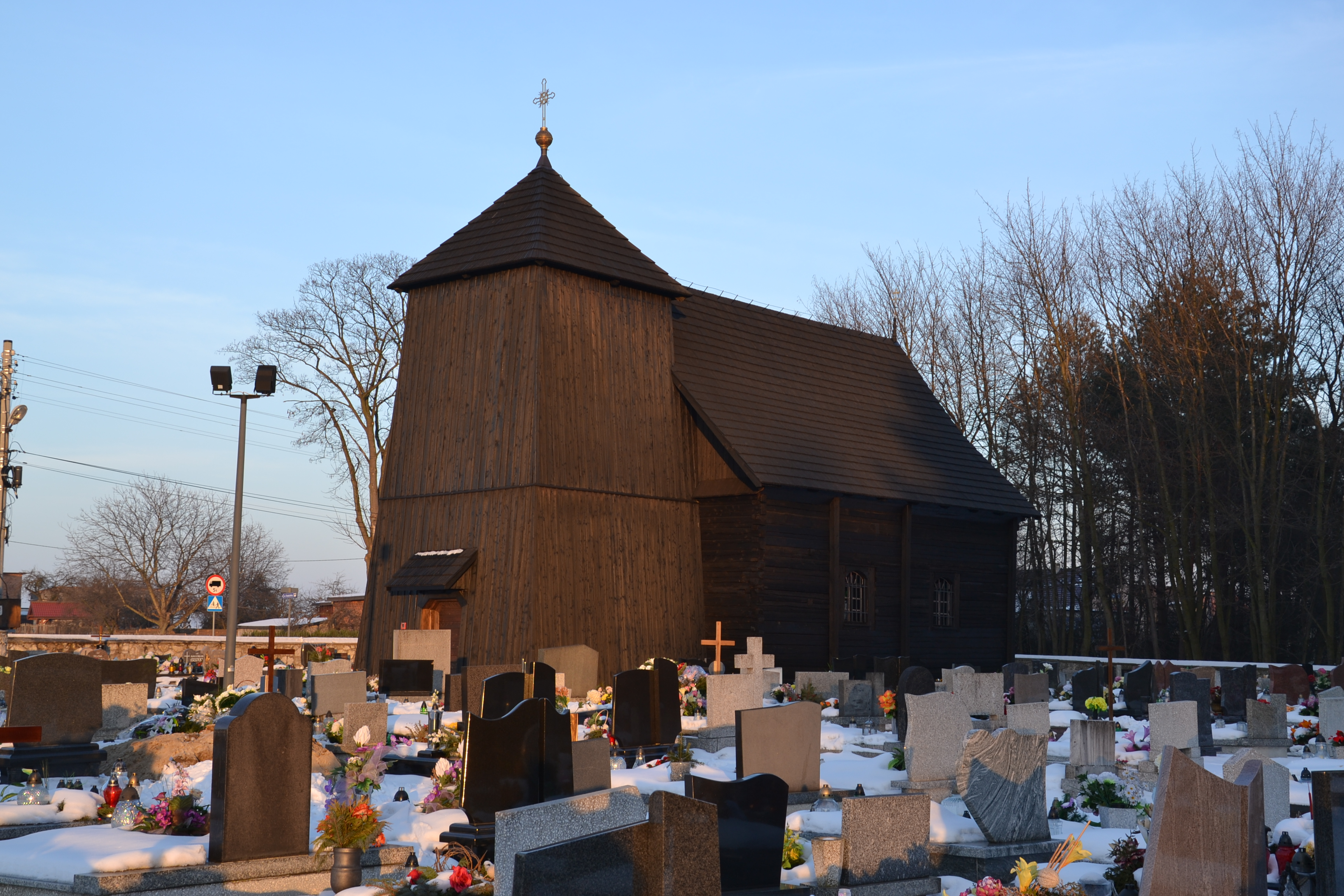
Die Bartholomäuskirche

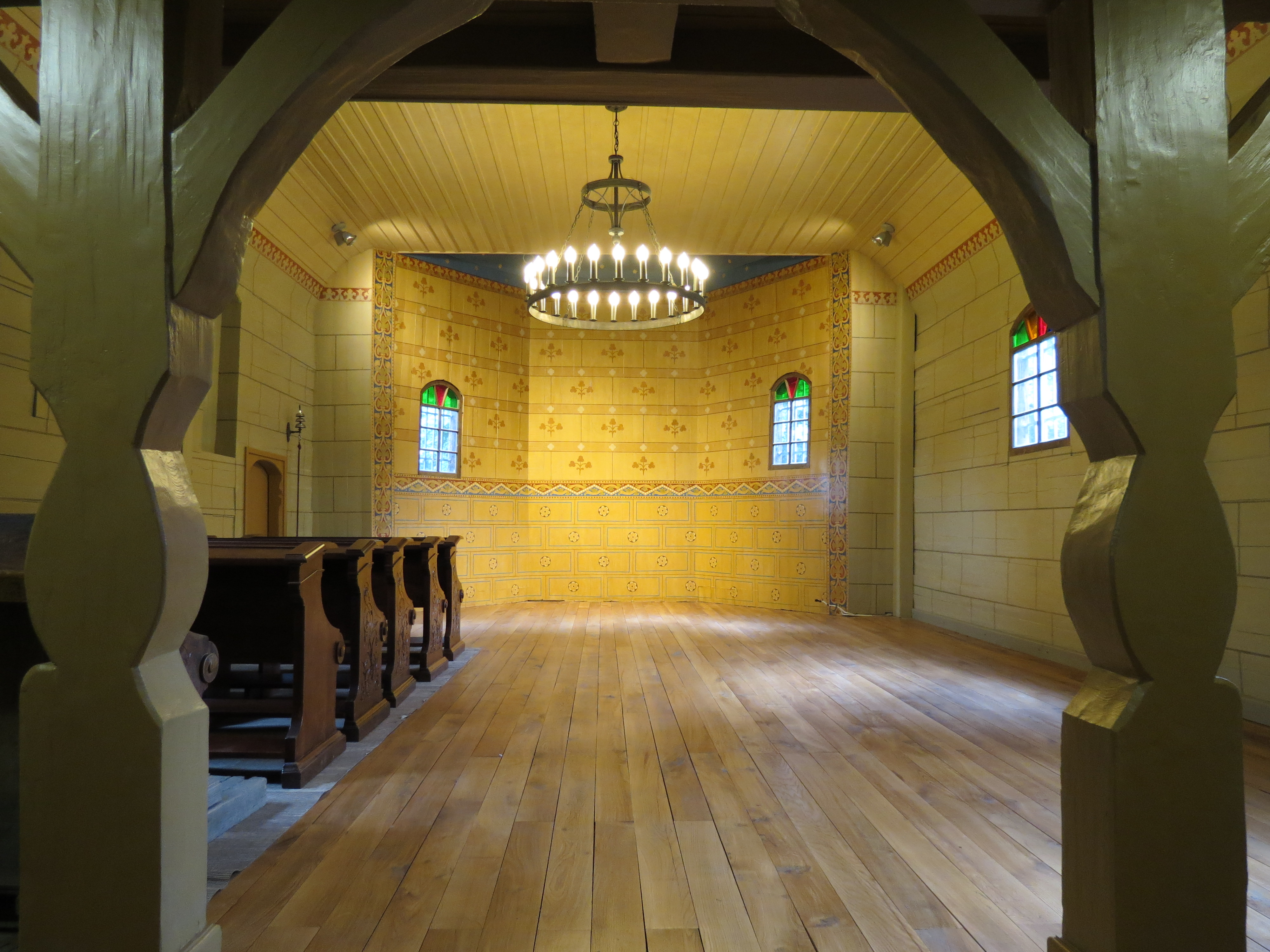
Innenansicht der Bartholomäuskirche

Smolnitz (1936–1945 Eichenkamp), polnisch Smolnica, ist eine Ortschaft in Oberschlesien. Sie liegt in der Gemeinde Kieferstädtel im Powiat Gliwicki (Landkreis Gleiwitz) in der Woiwodschaft Schlesien.

## Geografie
Smolnitz liegt rund vier Kilometer südlich vom Gemeindesitz Kieferstädtel (poln. Sośnicowice), zehn Kilometer südwestlich von der Kreisstadt Gliwice (Gleiwitz) und 33 Kilometer westlich von der Woiwodschaftshauptstadt Katowice (Kattowitz).

## Geschichte
Der Ort entstand spätestens im 13. Jahrhundert und wurde 1228 erstmals urkundlich als Smolitz erwähnt. 1295–1305 wurde der Ort im Liber fundationis episcopatus Vratislaviensis (Zehntregister des Bistums Breslau) urkundlich als „Smolitz“ erwähnt. 1305 erhielt das Dorf deutsches Recht bzw. das Magdeburger Recht.
Der Ort wurde 1783 im Buch Beytrage zur Beschreibung von Schlesien als Schmolni(t)z erwähnt, lag im Landkreis Tost und hatte 200 Einwohner, zwei Vorwerk, elf Bauern, 17 Gärtner und eine katholische Kirche. 1818 wurde der Ort als Schmolnitz erwähnt. 1843 wurde die katholische Kirche gegründet. 1865 hatte Smolnitz vier Bauernstellen, 25 Halbbauern, neun Viertelbauern und 31 Häuslerstellen. Ferner gab es einen Schuhmacher, zwei Schneider, einen Tischler, zwei Stellmacher, zwei Maurer, vier Schmieden, vier Victualienhändler, drei Hausierer, einen Schankwirt und zwei Töpfer. Seit 1854 existierte eine Ziegelei.
Bei der Volksabstimmung in Oberschlesien am 20. März 1921 stimmten 68 Wahlberechtigte für einen Verbleib Oberschlesiens bei Deutschland und 352 für eine Zugehörigkeit zu Polen. Smolnitz verblieb nach der Teilung Oberschlesiens beim Deutschen Reich. Am 12. Februar 1936 wurde der Ort im Zuge einer Welle von Ortsumbenennungen der NS-Zeit in Eichenkamp umbenannt. Zwischen 1937 und 1941 entstand auf dem Grund von Eichenkamp die SA-Siedlung Eichenkamp, das spätere Glaubensstatt. Bis 1945 befand sich der Ort im Landkreis Tost-Gleiwitz.
1945 kam der bis dahin deutsche Ort unter polnische Verwaltung und wurde anschließend der Woiwodschaft Schlesien angeschlossen und ins polnische Smolnica umbenannt. 1950 kam der Ort zur Woiwodschaft Kattowitz. 1999 kam der Ort zum wiedergegründeten Powiat Gliwicki und zur neuen Woiwodschaft Schlesien. Am 10. Oktober 2013 erhielt der Ort zusätzlich den amtlichen deutschen Ortsnamen Smolnitz.

## Sehenswürdigkeiten
- Die römisch-katholische Bartholomäuskirche aus Schrotholz, erbaut um 1603 durch Protestanten
- Die moderne römisch-katholische Marienkirche aus den 1970er Jahren
- Kapelle
- Wegkapelle
- Denkmal für die Gefallenen des Ersten und Zweiten Weltkriegs
- Gedenkstein mit den früheren Erwähnungen des Ortsnamens